# .to
.to – domena internetowa przypisana do Tonga. Od 1995 administrowana przez firmę Tonga Network Information Center (Tonic).
Domena .to jako jedna z niewielu wspiera rejestrację domen emoji w ramach Internationalized Domain Name. Była pierwszą krajową domeną najwyższego poziomu, której rejestracja prowadzona była przez dostępną globalnie zautomatyzowaną stronę internetową – system rejestracji tej domeny został uruchomiony przez Tonic w czerwcu 1997.